# 比斯塔尼奥
比斯塔尼奥（義大利語：Bistagno），是意大利亚历山德里亚省的一个市镇。总面积17.65平方公里，人口1929人，人口密度109.3人/平方公里（2009年）。ISTAT代码为006017。